# Konfederacja wileńska (1599)
Konfederacja wileńska (1599) – konfederacja zawarta  w Wilnie 28 maja 1599 roku pomiędzy protestantami a prawosławnymi Rzeczypospolitej Obojga Narodów.
Ugoda zawarta została pod egidą wojewody kijowskiego Konstantego Wasyla Ostrogskiego i hetmana wielkiego litewskiego Krzysztofa Radziwiłła Pioruna. Celem jej było dążenie do realizacji postanowień konfederacji warszawskiej 1573 roku oraz wspólna obrona przeciwko gwałtom zadanym zborom ewangelickim i kościołom prawosławnym. Porozumienie to miało jedynie charakter polityczny, gdyż obie strony łączyła jedynie niechęć do katolicyzmu i tym samym nie udało się im zawrzeć unii religijnej. Obie strony wyznaczyły prowizorów (ze strony protestanckiej  Andrzej Rzeczycki).